# Zdeněk Denk
Zdeněk Denk (4. února 1921 Hroznová Lhota, ČSR – 21. prosince 2007) byl český architekt a profesor, který se na brněnském výstavišti spolupodílel na projektu pavilonu Z, původního pavilonu P a zaniklého pavilonu R a navrhl Pavilon D.
Byl žákem Jiřího Krohy. Studoval VUT v Brně. Kromě architektonických prací také připravoval dekorace a kulisy pro brněnská divadla.. Navrhl mimo jiné i některé náhrobky na Ústředním hřbitově v Brně. Věnoval se rovněž i problematice designu.